# 才藤歩夢
才藤 歩夢（さいとう あゆむ、1996年9月14日 - ）は、女子のフェンシング兼近代五種の選手。マネージメントはスポーツビズ。

## 人物
- 東京都練馬区出身。父は近代五種でソウルオリンピックに出場し、ロンドンオリンピックの監督を務めた才藤浩。
- 中学時代は陸上部の選手として活躍。埼玉栄高等学校でフェンシングを始めた後、早稲田大学に進学してから並行して近代五種に取り組んだ[1]。2016年にフェンシングアジアジュニア選手権個人で3位と全日本選手権で個人優勝、2017年に近代五種ワールドカップ混合リレーで2位で偉業となる[2]。
- 大学を卒業後、2019年4月に同競技の選手宮脇花綸とマイナビに入社。2019年7月マイナビオールスターゲームの第1戦で始球式を披露した[3]。同年9月に「Team Visa」のメンバーとして加入[4]。本業だけでなく、ファッションブランドのイベントやメディアに登場。
- 2019年11月にシュウウエムラが表現するスポーツビューティのアンバサダーに起用した[5]。
- 2019年12月13日の近代五種全日本選手権で優勝したものの、惜しくも東京オリンピック出場獲得はならなかった[6]。

## 出演
- 『オールドルーキー』（2022年8月7日、TBS）[7]
- 『HANZO』（2025年3月24・25日（23・24日深夜）、TBS）